# Lamour Desrances
Lamour Desrances (ou L'Amour Desrance, Lamour Derance, Lamour Dérance) est un officier qui participa à la Révolution haïtienne.

## Biographie
Lamour Desrances, né en Afrique, arrivé sur l'île de Saint-Domingue, finit par s'échapper de la plantation de l'habitation Desrances. Devenu un esclave marron, il constitue un groupe d'esclaves rebelles qui sème la terreur dans la plaine de l'Arcahaie entre Port-au-Prince et Saint-Marc. 
En 1801, il réagit vivement aux exécutions ordonnées par Toussaint Louverture contre les rebelles qui sèment la terreur en massacrant les colons blancs. Lamour Desrances s'oppose à Toussaint. Le général français Donatien-Marie-Joseph de Rochambeau le recrutera et le nommera chef de brigade.
Lors de la Guerre des couteaux, Lamour Desrances rejoint le chef mulâtre André Rigaud dans son opposition à Toussaint Louverture. D'origine africaine, Lamour Desrances est un des rares officiers noirs dans le camp des mulâtres. Après la défaite de Rigaud qui s'embarque pour la France, les troupes armées de Toussaint Louverture et de Jean-Jacques Dessalines traquent Lamour Desrances qui voient en lui un chef rival. Les compagnons d'armes de Lamour Desrances se dispersent dans les forêts. Peu après, les forces françaises du général Charles Victoire Emmanuel Leclerc le recrutent comme officier dans sa lutte contre l'armée indigène de Toussaint Louverture. 
En 1803, Jean-Jacques Dessalines est reconnu comme général en chef de l'ensemble des troupes de l'armée indigène. Tandis que Dessalines assure l'organisation militaire de la guerre, il doit aussi coordonner et uniformiser l'armée dans le Nord et l'Artibonite. Alexandre Pétion a la même mission de coordination dans l'Ouest et Nicolas Geffrard dans le Sud. L'Ouest est dominé par Lamour Dérance, qui lui aussi se proclame général en chef des départements de l'Ouest et du Sud. Bien qu'ayant donné à Pétion l'assurance du passage de Geffrard qui doit se rendre dans le Sud en février 1803, il refuse de reconnaître Dessalines en tant que général en chef de l'Armée Indigène. Ce refus se manifeste jusque dans les symboles, Dessalines arborant le drapeau d'Haïti bleu et rouge alors que Lamour Desrances lui préfère les couleurs noire et rouge. Lamour Dérance a aussi sous ses ordres Cangé (par contre, celui-ci secrètement reconnait l'autorité de Dessalines) et beaucoup d'anciens partisans de Rigaud, tels Lamarre, Marion, Sanglaou, Mimi Baude, réticents à reconnaître l'autorité de Dessalines, gardant en mémoire la Guerre du Sud. 
Ce dernier envoie le général Nicolas Geffrard, mâter les derniers soulèvements des partisans de Lamour Desrances à Jacmel. Les  forces françaises sont alors définitivement chassées de la plaine du Cul-de-Sac. Lamour Derance est arrêté et son parti anéanti. Jean-Jacques Dessalines devient ainsi maître de la situation avec 15 000 hommes de troupes.